# Your Love (David Guetta e Showtek)
Your Love è un singolo del DJ francese David Guetta e del duo olandese Showtek, pubblicato il 14 giugno 2018 come quinto estratto dal settimo album in studio di David Guetta 7.

## Video musicale
Il 15 giugno 2018 è stato pubblicato un lyric video sul canale YouTube del DJ.